# Werner Weimar-Mazur

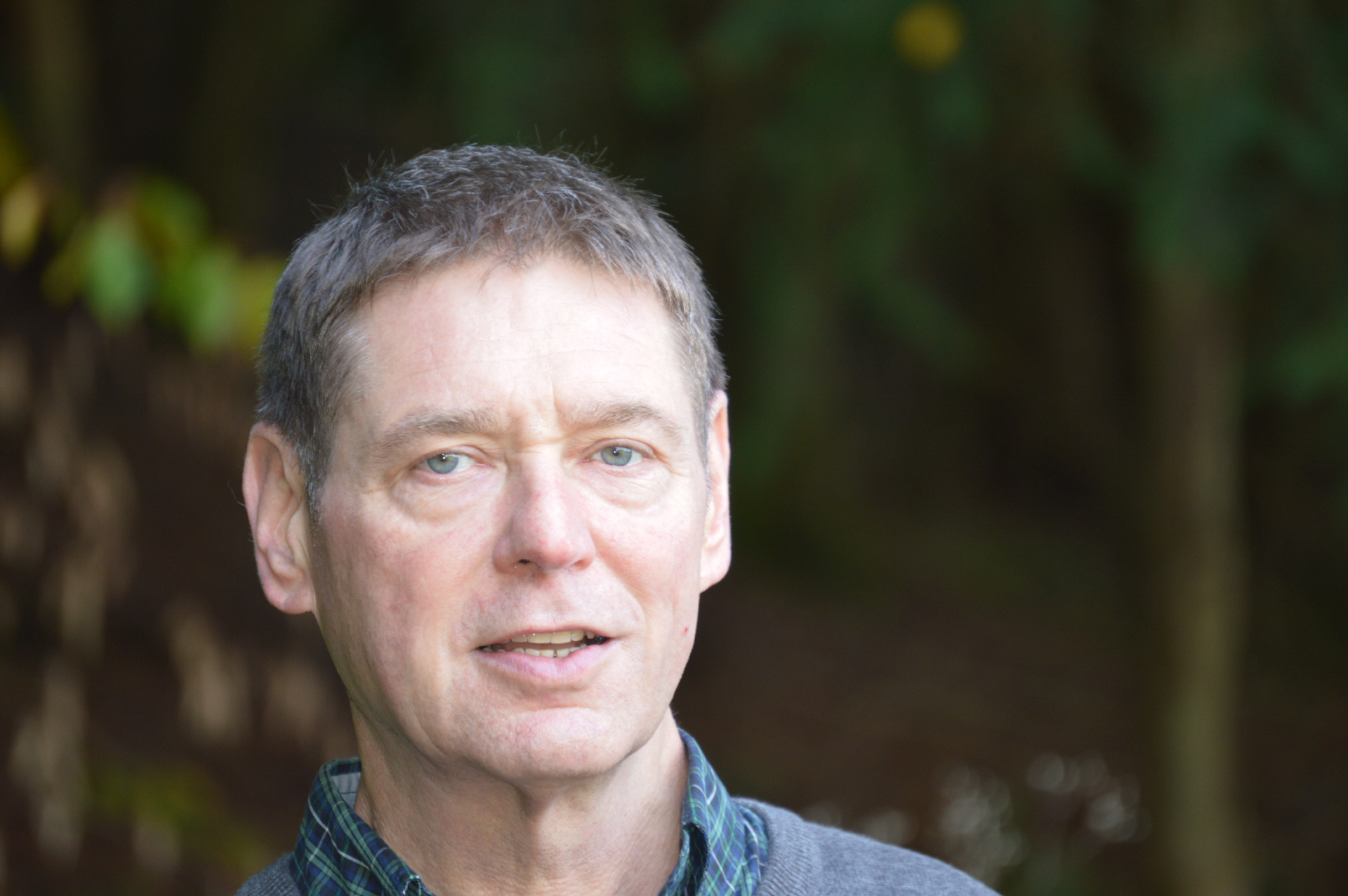
Werner Weimar-Mazur

Werner Weimar-Mazur (* 19. Dezember 1955 in Weimar; † 12. Juni 2025) war ein deutscher Lyriker.

## Leben
Werner Weimar-Mazur studierte in Karlsruhe Geologie und arbeitete bis 2021 als Ingenieurgeologe. Er lebte seit 1992 in der Umgebung von Freiburg im Breisgau. Seit 1995 veröffentlichte er Gedichte. Werner Weimar-Mazur war Mitglied im Literatur Forum Südwest e. V., Freiburg (Literaturhaus Freiburg), in der Literarischen Gesellschaft Thüringen e. V., Weimar, in der Literarischen Gesellschaft Karlsruhe e. V. (Scheffelbund), im Netzwerk Lyrik e. V., Berlin, sowie in Vers & Vielfalt e. V., Freiburg.

## Preise
- 2012: Jurypreis des Hildesheimer Lyrik-Wettbewerbs
- 2013: Athymer-Lyrikpreises (Hauptpreis)[3]

## Werke
- Tauch ein – Gedichte 1970–1994, Waldkircher Verlag, Waldkirch 1995 (ISBN 3-87885-301-7)
- hautsterben, in der Reihe Lyrik der Gegenwart, Edition Art Science, Wien und St. Wolfgang 2012 (ISBN 978-3-902864-11-6)
- herzecho – lyrische sonogramme, Verlag Rote Zahlen, Buxtehude 2016, mit einem Nachwort von Holger Benkel, Schönebeck (ISBN 978-3-944643-72-4)
- heimwehe. gesänge, Edition Offenes Feld (Hrsg. Jürgen Brôcan), Dortmund, mit einem lyrischen Buchgruß anstelle eines Nachworts von José F. A. Oliver, Hausach 2022 (ISBN 978-3-755753-52-0)
- vivisektionen. gedichte, Edition Offenes Feld (Hrsg. Jürgen Brôcan), Dortmund, mit einem Nachwort von Jan Kuhlbrodt, Leipzig 2023 (ISBN 978-3-756838-19-6)
- ich grabe nach den bleistiften homers, Athena-Verlag, Oberhausen 2024, mit einem Nachwort von Björn Hayer, Lemberg (ISBN 978-3-7455-1176-5)
- die dunkle glocke der zeit, Edition Offenes Feld (Hrsg. Jürgen Brôcan), Dortmund 2025 (ISBN 978-3-7583-4010-9)